# Groznyj (piłka siatkowa)
Groznyj (ros. ВК «Грозный») — rosyjski męski klub siatkarski pochodzący z miasta Grozny.
Początkowo drużyna swoje mecze rozgrywała w hali "Start" w Kisłowodzku (około 300 km od Groznego). W 2013, ze względu na wymogi stawiane klubom grającym w Superlidze, przeniosła się na przedmieścia Moskwy i swoje mecze domowe rozgrywała w hali "Nadzieja" we wsi Bolszewik. 24 października 2015 r. odbył się pierwszy w historii klubu mecz w Groznym w kompleksie sportowym "Olimpijskij". 24 września 2017 r. klub rozegrał pierwszy mecz w nowo wybudowanym "Pałacu Siatkówki" (ros. Дворец волейбола), który stał się nową halą domową drużyny.
Obecnie zespół występuje w rozgrywkach Wysszej ligi "A".

## Bilans sezon po sezonie
| Sezon     | Liga              | Miejsce | Mecze (Z-P) | Mecze (Z-P) |
| --------- | ----------------- | ------- | ----------- | ----------- |
| 2007/2008 | Pierwaja liga     | 2.      | 47          | 42-5        |
| 2008/2009 | Wysszaja liga "B" | 6.      | 44          | 25-19       |
| 2009/2010 | Wysszaja liga "B" | 1.      | 54          | 51-3        |
| 2010/2011 | Wysszaja liga "A" | 4.      | 44          | 26-18       |
| 2011/2012 | Wysszaja liga "A" | 2.      | 44          | 37-7        |
| 2012/2013 | Superliga         | 11.     | 32          | 10-22       |
| 2013/2014 | Superliga         | 11.     | 22          | 9-13        |
| 2014/2015 | Superliga         | 14.     | 36          | 5-31        |
| 2015/2016 | Wysszaja liga "A" | 5.      | 44          | 23-21       |
| 2016/2017 | Wysszaja liga "A" | 10.     | 44          | 13-31       |
| 2016/2017 | Baraże            | 2.      | 6           | 4-2         |
| 2017/2018 | Wysszaja liga "A" | 7.      | 40          | 16-24       |

Poziom rozgrywek:
     najwyższy ogólnokrajowy
     drugi
     trzeci
     czwarty